# Dariusz Dudka
Dariusz Dudka (uitspraak: [ˈdarjuʐ ˈdutka], ong. darjoezj doedka) (Kostrzyn nad Odrą, 9 december 1983) is een Poolse profvoetballer die als verdedigende middenvelder speelt.

## Clubcarrière
Dudka is een verdedigende middenvelder. Hij begon zijn loopbaan in 1999 in zijn geboortestad bij Celuloza Kostrzyn. Een jaar later verhuisde hij naar Amica Wronki, actief in de Ekstraklasa. In 2005 maakte hij de overstap naar Wisła Kraków, waarvoor hij drie seizoenen actief bleef. In de zomer van 2008 tekende hij een contract bij AJ Auxerre. Op 17 augustus 2012 maakte Levante UD bekend Dudka te hebben vastgelegd. Het ging om een contract voor één jaar met een optie voor nog een jaar. Hij kwam nauwelijks aan bod en de optie werd niet gelicht. In oktober 2013 tekende hij een kort contract tot het einde van het kalenderjaar bij Birmingham City FC. Begin 2014 ging Dudka naar Wisla Krakau en in juni 2015 tekende hij een contract bij Lech Poznań.

## Interlandcarrière
Dudka speelde zijn eerste interland op 11 juli 2004 tegen de Verenigde Staten. Hij maakte deel uit van de selectie voor het WK voetbal 2006, EK voetbal 2008 en het EK voetbal 2012 in Polen en Oekraïne.

## Erelijst
Lech Poznań
- Poolse supercup

2015
 Wisła Kraków
- Pools landskampioen

2008
 Amica Wronki
- Poolse Supercup

1999

## Statistieken

### Carrière
| seizoen   | club               | land               | competitie                   | wed. | goals |
| --------- | ------------------ | ------------------ | ---------------------------- | ---- | ----- |
| 1999-2000 | Celuloza Kostrzyn  | Vlag van Polen     |                              |      |       |
| 1999-2000 | Amica Wronki       | Vlag van Polen     | Ekstraklasa                  | 2    | 0     |
| 2000-2001 | Amica Wronki       | Vlag van Polen     | Ekstraklasa                  | 17   | 0     |
| 2001-2002 | Amica Wronki       | Vlag van Polen     | Ekstraklasa                  | 23   | 0     |
| 2002-2003 | Amica Wronki       | Vlag van Polen     | Ekstraklasa                  | 4    | 0     |
| 2003-2004 | Amica Wronki       | Vlag van Polen     | Ekstraklasa                  | 23   | 0     |
| 2004-2005 | Amica Wronki       | Vlag van Polen     | Ekstraklasa                  | 23   | 0     |
| 2005-2006 | Amica Wronki       | Vlag van Polen     | Ekstraklasa                  | 1    | 0     |
| 2005-2006 | Wisła Kraków       | Vlag van Polen     | Ekstraklasa                  | 29   | 1     |
| 2006-2007 | Wisła Kraków       | Vlag van Polen     | Ekstraklasa                  | 28   | 3     |
| 2007-2008 | Wisła Kraków       | Vlag van Polen     | Ekstraklasa                  | 20   | 1     |
| 2008-2009 | AJ Auxerre         | Vlag van Frankrijk | Ligue 1                      | 28   | 1     |
| 2009-2010 | AJ Auxerre         | Vlag van Frankrijk | Ligue 1                      | 19   | 0     |
| 2010-2011 | AJ Auxerre         | Vlag van Frankrijk | Ligue 1                      | 29   | 3     |
| 2011-2012 | AJ Auxerre         | Vlag van Frankrijk | Ligue 1                      | 34   | 2     |
| 2012-2013 | Levante UD         | Vlag van Spanje    | Primera Division             | 3    | 0     |
| 2013-2014 | Birmingham City FC | Vlag van Engeland  | Football League Championship | 2    | 0     |
| 2013-2014 | Wisla Krakau       | Vlag van Polen     | Ekstraklasa                  | 12   | 0     |
| 2014-2015 | Wisla Krakau       | Vlag van Polen     | Ekstraklasa                  | 34   | 0     |
| 2015-2016 | Lech Poznań        | Vlag van Polen     | Ekstraklasa                  |      |       |

### Interlands
| WK-statistieken         | Club         | Positie                   | W |   |   | Goal | A |   |   |   |
| ----------------------- | ------------ | ------------------------- | - | - | - | ---- | - | - | - | - |
| WK voetbal 2006 - Polen | Wisła Kraków | Verdediger                | 1 | 1 | 0 | 0    | 0 | 0 | 0 | 0 |
| EK voetbal 2008 - Polen | Wisła Kraków | Verdediger                | 3 | 0 | 0 | 0    | 0 | 0 | 0 | 0 |
| EK voetbal 2012 - Polen | AJ Auxerre   | Verdedigende middenvelder | 2 | 0 | 1 | 0    | 0 | 0 |   |   |